# Polyipnus oluolus
Polyipnus oluolus és una espècie de peix pertanyent a la família dels esternoptíquids.

## Descripció
- Fa 2,7 cm de llargària màxima.[5][6]

## Hàbitat
És un peix marí i tropical que viu fins als 290 m de fondària.

## Distribució geogràfica
Es troba al Pacífic occidental: les illes Marshall.

## Observacions
És inofensiu per als humans.